# Gerhard Preuß (Grafiker)

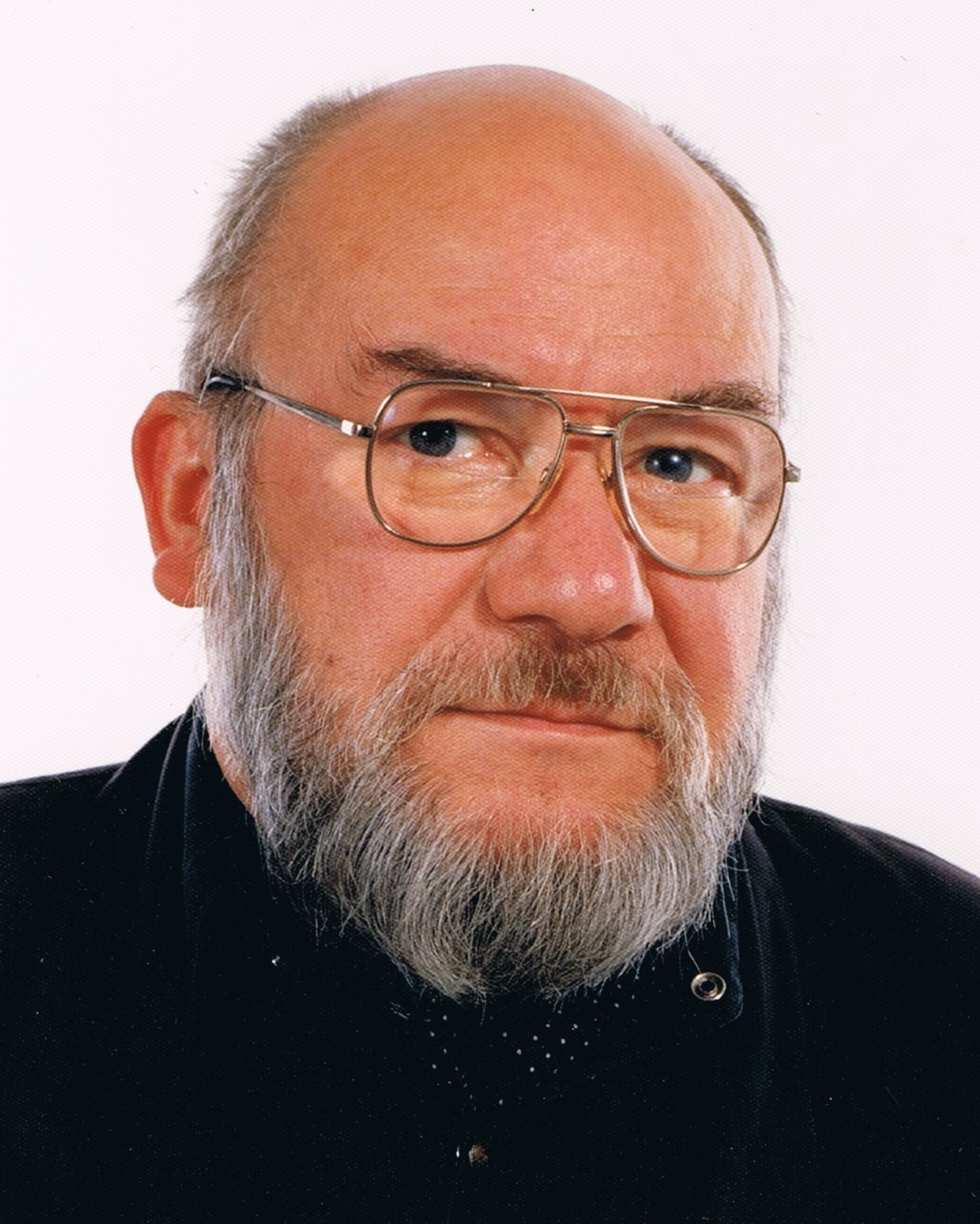
Gerhard Preuß (1997)

Gerhard Preuß (* 25. Januar 1935 Warsow, Kreis Randow; † 18. März 2014 in Treuenbrietzen) war ein deutscher Grafiker, Grafikdesigner und Hochschuldozent.
Mit den von ihm illustrierten mehr als 60 Kinder-, Jugend- und Schulbüchern sowie Belletristik, der Gestaltung von Briefmarken und Spielkarten erlangte er in den 60er, 70er und 80er Jahren des 20. Jahrhunderts in der DDR aber auch im europäischen Ausland einen hohen Bekanntheitsgrad. Weitgehend unbekannt ist sein neben der Tätigkeit an der Kunsthochschule Berlin-Weißensee geschaffenes außerordentlich vielseitiges Werk – ca. 1700 freie Arbeiten: Malerei, Zeichnungen, Druckgrafik, Kalligraphie, Entwürfe zu Architektur und Möbelbau, Raumgeometrie, abstrakte Vervielfältigungsgrafik und Skizzen zur Physik.

## Leben
Seine Kindheit verlebte Gerhard Preuß in Stettin mit seinen Eltern, seinem älteren Bruder und zwei jüngeren Schwestern. Sein Vater – ein Berufskraftfahrer – wurde mit Kriegsbeginn Soldat und blieb an der Ostfront seit Januar 1945 ohne Nachricht verschollen. Im Herbst 1943 wurde die Familie nach Eggesin evakuiert. Gerhard Preuß erlebte 1944 während eines Besuches in Stettin, wie die Großeltern durch Brandbomben die Wohnung verloren. Nach dem Einzug der Roten Armee in Demmin kehrte die Familie zu Fuß nach Stettin zurück, wo sie auch ihr früheres Wohnhaus zerstört vorfanden. Die Mutter verließ 1946 allein mit den vier Kindern Stettin und kam nach Lutherstadt Wittenberg. Dort war das Leben von Gerhard Preuß von unbefriedigenden Wohnverhältnissen und Armut geprägt. Ab 1952 lebte er während der Zeit von Militärdienst und Studium in Potsdam- unter anderem Am Alten Markt Nr. 3. Ab 1965 wohnte er bis zu seinem Tod in Berlin-Pankow in der Binzstraße 5.
Seine letzte Ruhestätte fand Gerhard Preuß in Geltow bei Potsdam.

## Beruf
Nachdem Gerhard Preuß bereits in der Kindheit viel gezeichnet hatte, absolvierte er von 1949 bis 1952 eine Lehre zum Gebrauchsgrafiker bei der Firma Niethardt-Werbung in Wittenberg. Daneben besuchte er Volkshochschulkurse zum Figürlichen Zeichnen und Aktzeichnen.
1952 bis 1957 diente Gerhard Preuß bei der kasernierten Volkspolizei (spätere NVA) und war in Potsdam-Eiche als Unteroffizier auf Zeit auch mit dem Zeichnen und Bearbeiten von Landkarten beauftragt.
1957 bis 1962 studierte er an der Kunsthochschule Berlin-Weißensee im Fach Grafik bei Werner Klemke, Ernst Jazdzewski, Klaus Wittkugel, Arno Mohr und Ernst Rudolf Vogenauer. Er erwarb 1962 sein Diplom als Grafiker. Seine Diplomarbeit, die Illustrationen zu Paul Kanut Schäfers „Entdeckungsfahrt mit der Beagle“, Kinderbuchverlag Berlin 1963 wurde als „Schönstes Buch des Jahres“ 1963 ausgezeichnet.
Von 1962 bis 1967 arbeitete Gerhard Preuß als Assistent an der Kunsthochschule Berlin-Weißensee, bevor er dort 1973 als Dozent im Grundlagenstudium für Zeichnerisches Naturstudium berufen wurde. 1970 bis 1974 wirkte er in der Sektionsleitung Gebrauchsgrafik Bezirk Berlin des Verbands Bildender Künstler der DDR mit.

## Mitgliedschaften
- bis 1990 Verband Bildender Künstler der DDR
- Allianz deutscher Designer e.V.[2]
- Jury “Schönstes Buch” in Leipzig 1972–1976[3], Bratislava, Leningrad

## Werk
In den 60er, 70er und 80er Jahren illustrierte und gestaltete Gerhard Preuß über 60 Kinder- und Jugendbücher, Schulbücher und Belletristik. Dazu schuf er über 2200 Illustrationen, Vignetten, Buchumschläge und -Einbände. Er entwickelte eine eigene Stempeltechnik, zu der er selbstgeschnitzte Miniaturstempel (Größe zwischen 1 mm und 22 mm) verwendete.
Neben und nach Beendigung seiner Tätigkeit als Dozent an der Kunsthochschule Berlin gestaltete er auch Briefmarken, Spielkarten, Plakate und Entwürfe zur Gestaltung von Denkmälern. Gerhard Preuß schuf über die Auftragswerke hinaus ca. 1700 freie Arbeiten: Zeichnungen, Aquarelle mit floral- abstrakten Motiven, großformatige grafische Arbeiten aber auch gegenstandslose Tuschmalereien. Er experimentierte mit verschiedenen Drucktechniken sowie mit Vervielfältigungen von Spiralmustern und stereometrischen Mustern. Er konstruierte mit selbst erfundenen Linealen und Kurvenschablonen, zeichnete Architektur- und Möbelentwürfe, schrieb gesellschaftskritische Texte in Form kalligraphischer Blätter und setzte sich mit physikalischen Phänomenen und Raumgeometrie künstlerisch auseinander. Eine unverwechselbare Handschrift war sein alltägliches Markenzeichen in Notizen, Briefen, Ideen für Bildtitel und gedanklichen Skizzen.

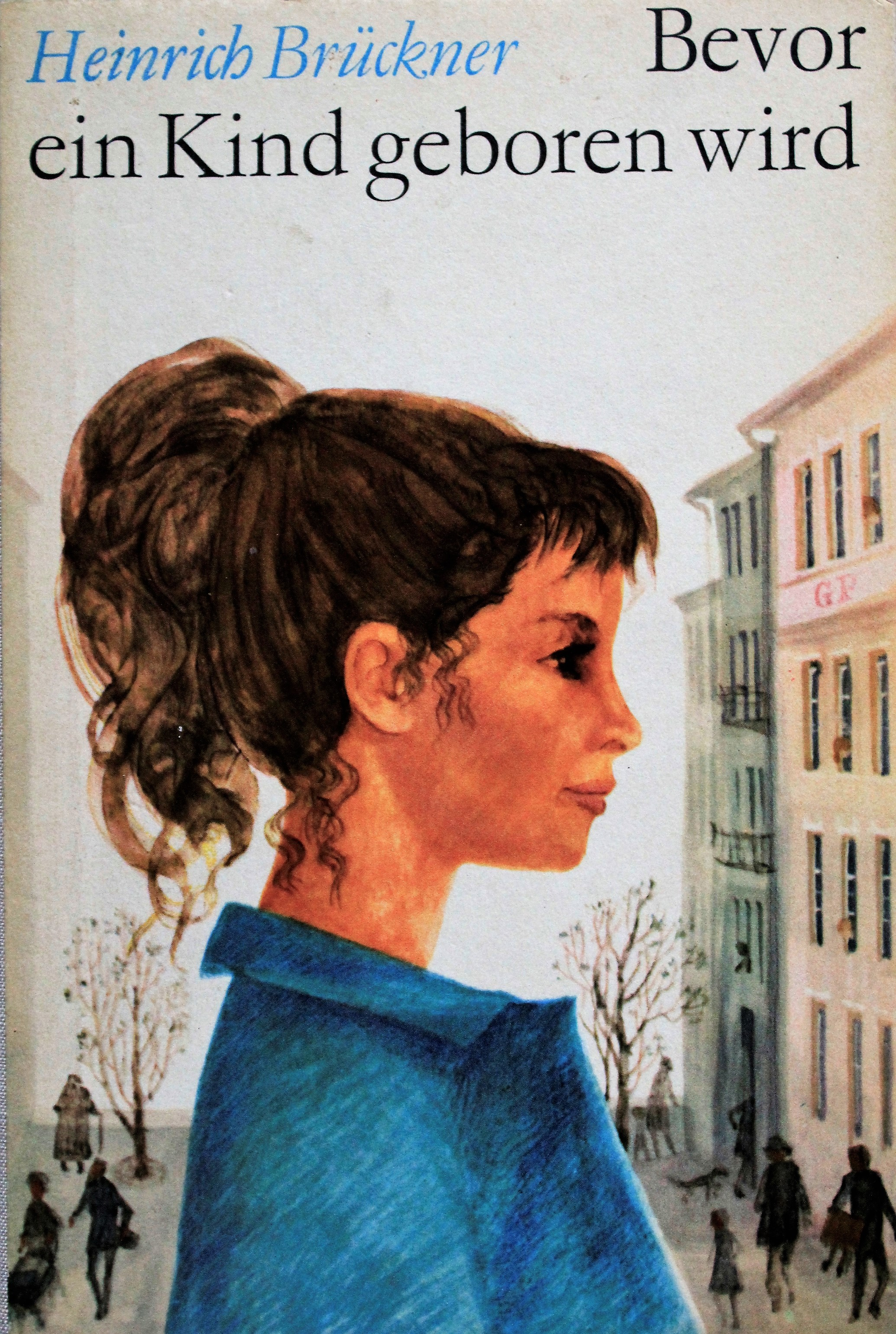
Titeleinband Bevor ein Kind geboren wird Heinrich Brückner, Der Kinderbuchverlag Berlin, 1966
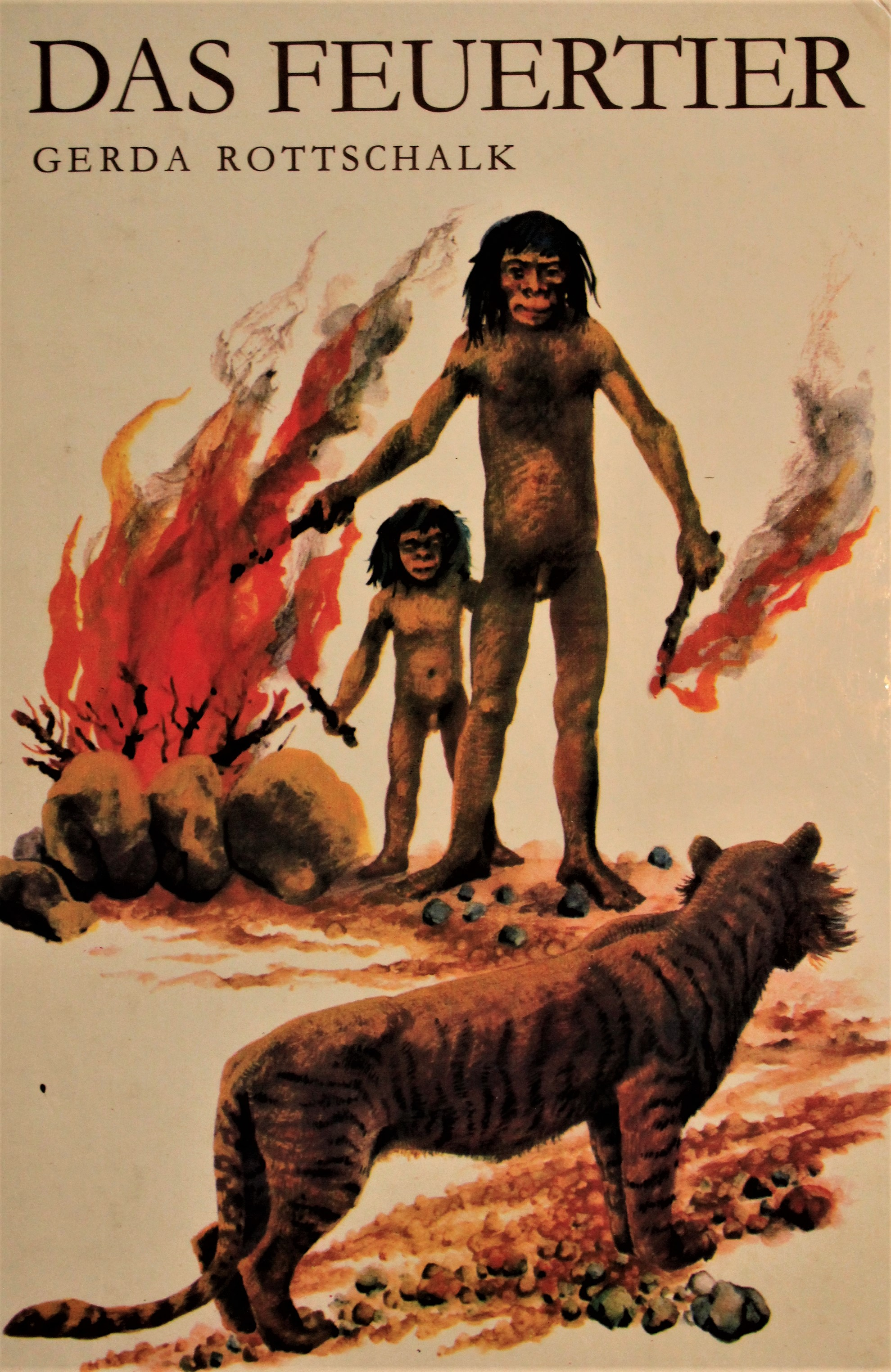
Titeleinband Das Feuertier Gerda Rottschalk, Der Kinderbuchverlag Berlin, 1972
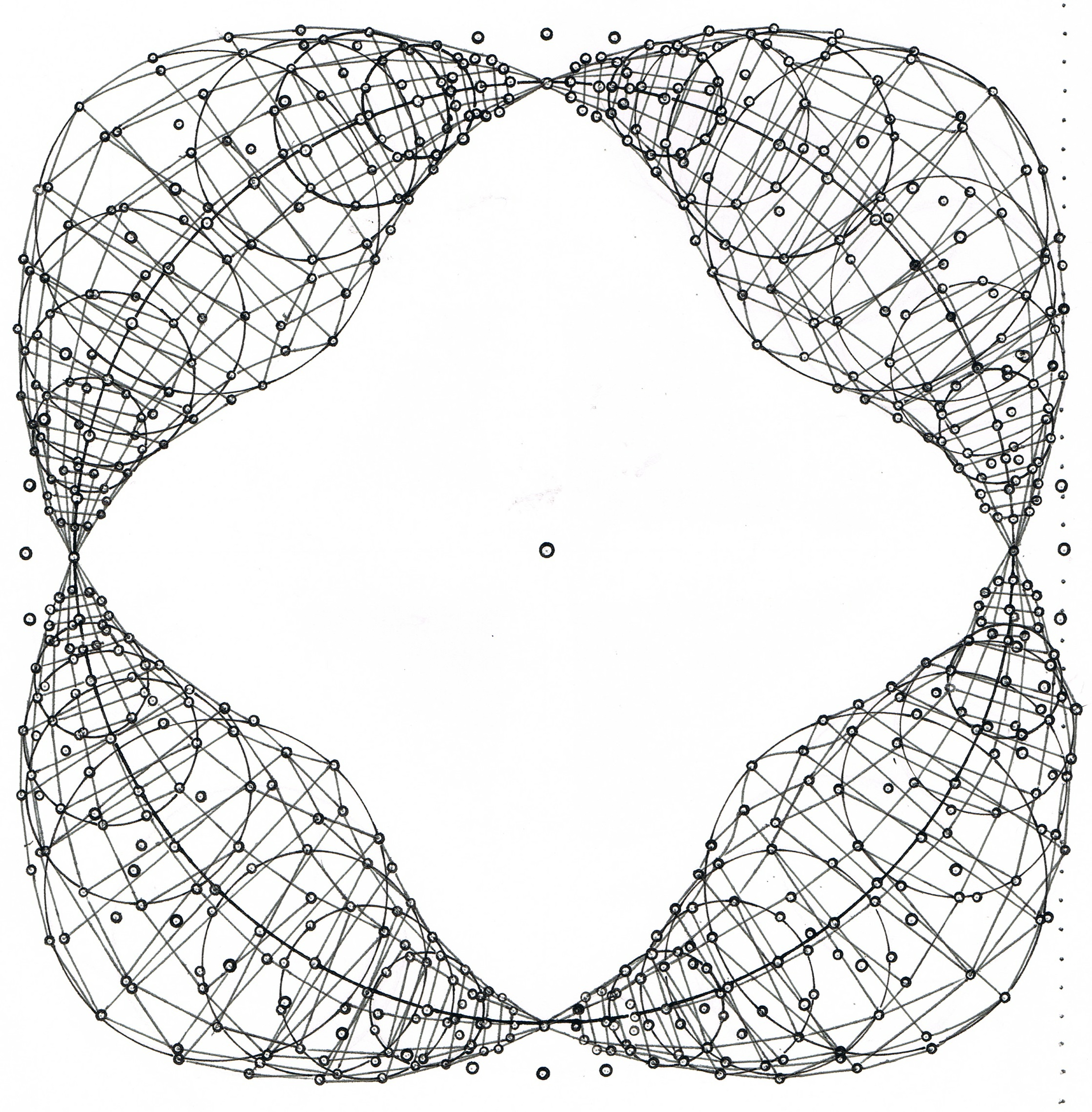
Expandierende Rotation, Zeichnung Fineliner, 2002
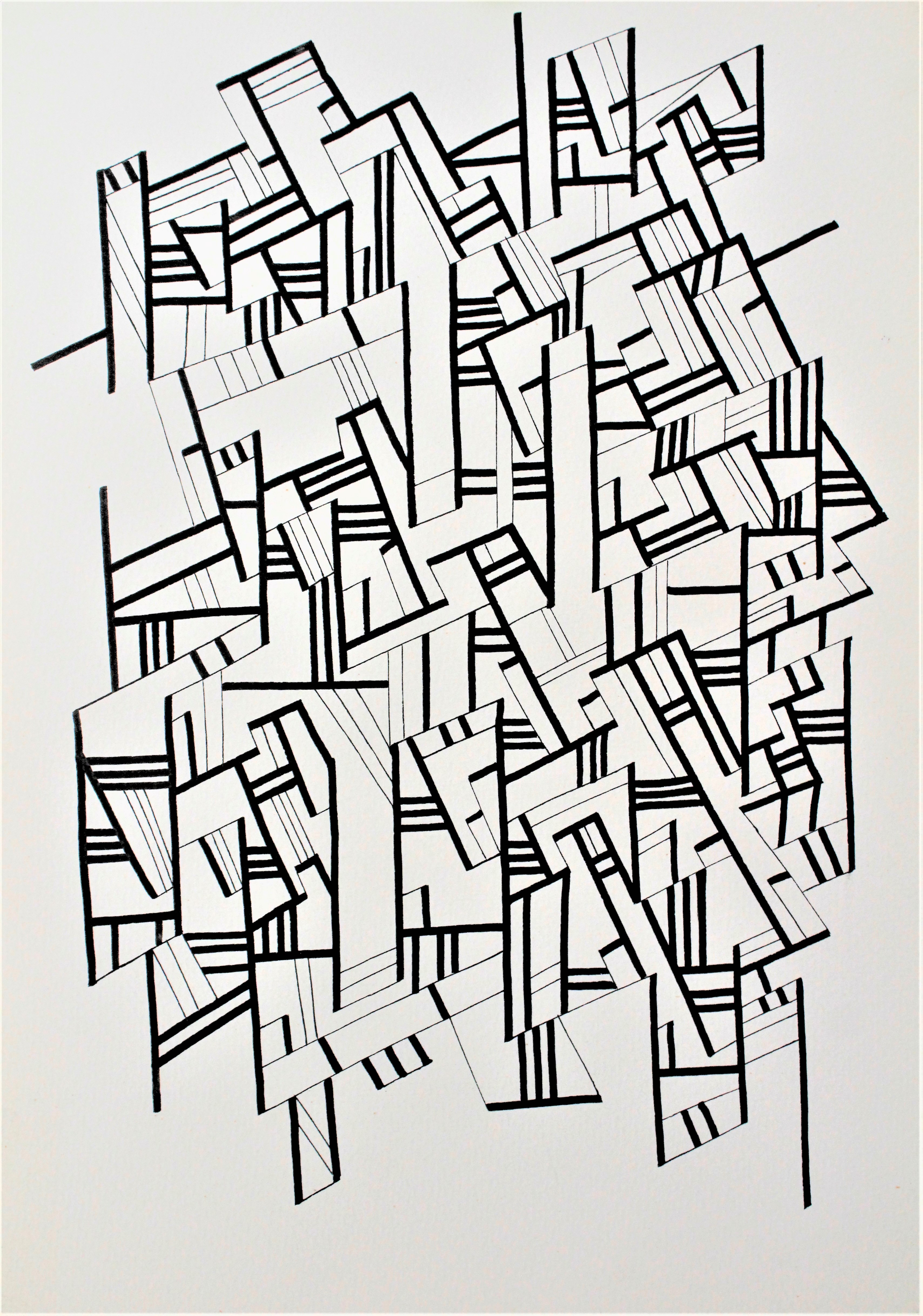
Unbenannte abstrakte Federzeichnung, undatiert
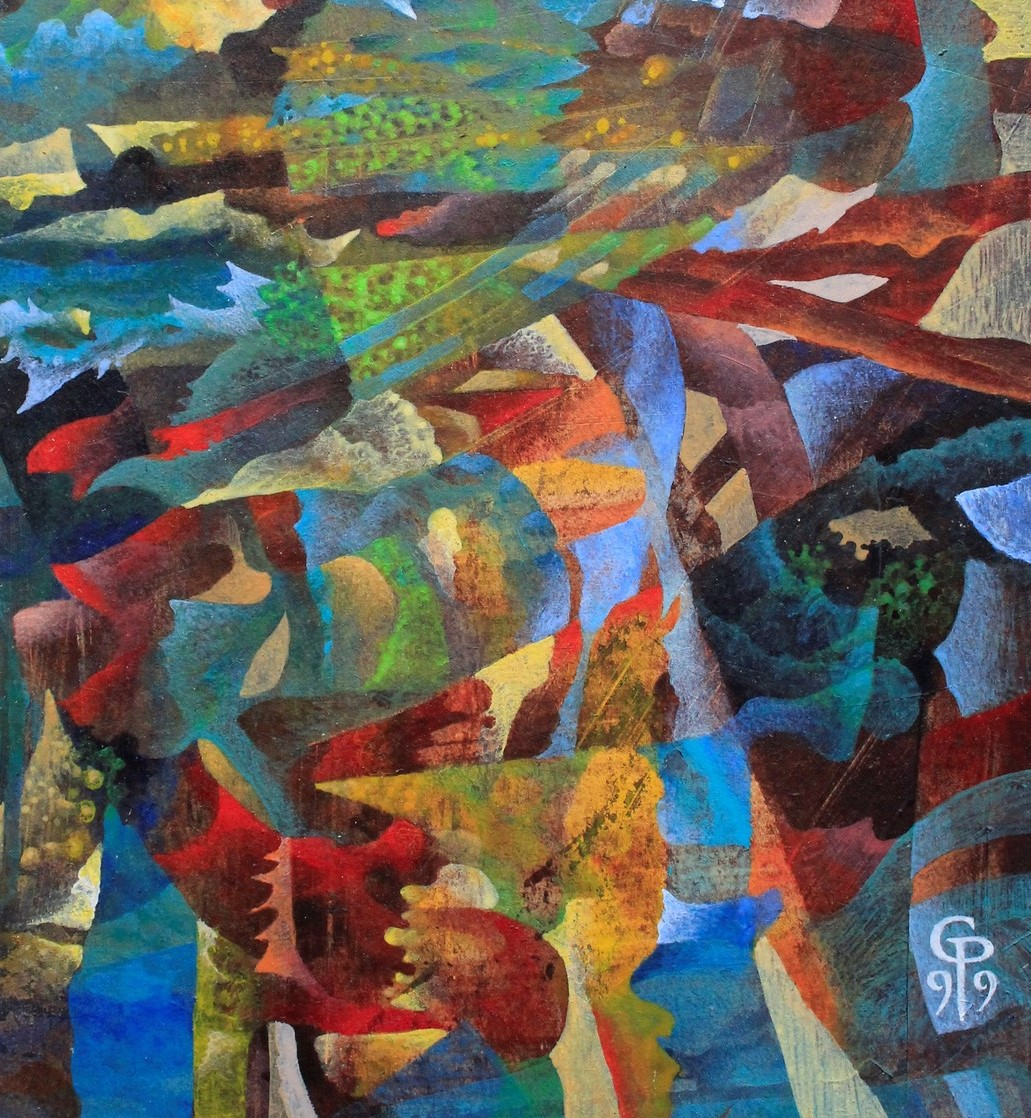
Der Nationalismus sprengt die Natur (Ausschnitt), Gouache, 1999

## Auswahl illustrierter Bücher
- Populärwissenschaftliche Erzählungen von Gerda Rottschalk (* 1920; † 2001) Das Feuertier, Die Wildpferdjäger, Die Kinder Sumuts, Der Tempelschreiber, Kinderbuchverlag Berlin 1970–1972.
- Paul Kanut Schäfer: Entdeckungsfahrt mit der Beagle. Kinderbuchverlag Berlin 1963, Auszeichnung als „Schönstes Buch des Jahres“ 1963
- Wassily Nareshny: Der russische Gil Blas. Rütten und Loening, Berlin 1972.
- Heinrich Brückner: Bevor ein Kind geboren wird. Kinderbuchverlag Berlin 1966.
- Lew Kassil: Was ist Glück? Kinderbuchverlag Berlin 1964.
- Wolfgang Fritsche, Klaus Nitzsche: Kämpfer gegen Tod und Teufel. Kinderbuchverlag Berlin 1965.
- Peter Klemm: Ideen, Erfinder und Patente. Kinderbuchverlag Berlin 1965 (Preis des Ministeriums für Kultur der DDR 1966).
- Jacob van Lennep: Der Herr in Karmesinrot. Rütten & Loening Berlin 1965.
- Alexander Dumas „Die drei Musketiere“, Rütten & Loening Berlin 1965.
- Alexander Dumas: Der Graf Von Monte Christo. Rütten & Loening Berlin 1965.
- Charles Sorel: Wahrhaftige und lustige Historie vom Leben des Francion. Rütten & Loening Berlin 1967, „Schönstes Buch des Jahres“ 1967, Lizenzausgabe Verlag H. Scheffler, Frankfurt am Main 1968.
- Lesebuch 3. Klasse. Verlag Volk und Wissen, Berlin 1970.
- Zukunft im Blickfeld. Urania-Verlag, Leipzig-Jena-Berlin 1979, „Schönstes Buch des Jahres“ 1979
- Wir lernen Mathematik. Lehrbuch für Gehörlosenschulen. Volk und Wissen Volkseigener Verlag, Berlin 1975, „Schönstes Buch des Jahres“ 1975
- Marie-Catherine d’Aulnoy: Der Orangenbaum und die Biene. Rütten & Loening. Berlin 1984

## Ausstellungen (mutmaßlich unvollständig)

### Postume Einzelausstellung
- 2015: Berlin, Kulturzentrum Ratzfatz Berlin-Schöneweide

### Teilnahme an zentralen und wichtigen regionalen Ausstellungen in der DDR
- 1970: Berlin, Altes Museum („Im Geiste Lenins“)
- 1972/1973, 1977/1978, 1982/1983 und 1987/1988: Dresden, VII. bis X. Kunstausstellung der DDR
- 1976, 1979, 1982 und 1986: Berlin, Bezirkskunstausstellungen
- 1979: Berlin, Ausstellungszentrum am Fernsehturm („Die Buchillustrationen in der DDR. 1949 – 1979“)